# Блошина плямиста гарячка
Блошина плямиста гарячка (англ. flea-borne spotted fever, також Каліфорнійський псевдотиф, англ. California pseudotyphus) — інфекційне захворювання з групи рикетсіозів, яку спричинює Rickettsia felis. Передається через трансмісивний механізм передачі інфекції внаслідок укусу бліх.
Клінічні прояви включають макуло-папульозні висипання, іноді розвиток фурункулів.

## Етіологія
Rickettsia felis також розглядається як збудник багатьох випадків захворювань, які зазвичай класифікуються як гарячки невідомого походження у людей в Африці.

## Епідеміологічні особливості
Блохи були визнаними переносниками Rickettsia felis, ці збудники присутні в популяціях котячих бліх у Північній та Південній Америці, Південній Європі, Африці, Таїланді та Австралії. Зараження людини зазвичай відбувається через втирання фекалій бліх у подряпини або інші пошкодження шкіри.
Існує стурбованість науковців щодо ролі все більшої кількості видів членистоногих, які переносять цю рикетсію, її виявлено у багатьох членистоногих у дикій природі, включаючи різні види кліщів, іксодових кліщів, кровосисних клопів роду Cimex, кровосисних вошей, різноманітних видів бліх, як вільноживучих, так і «прилиплих бліх», та різних інших комах, які кусають. Існує занепокоєння щодо поширеності Rickettsia felis у таких регіонах, як частини Африки на південь від Сахари, у комарів-представників родів Anopheles, Aedes, Mansonia та Culex. Усі ці роди включають види, які важко контролювати і вони давно визнані ефективними переносниками різних значних захворювань людини і тварин.
Люди, які перебувають у тропічних регіонах або повертаються звідти з гарячкою невідомого походження, повинні бути перевірені на блошину плямисту гарячку. Вважається дуже реальною ймовірність того, що Rickettsia felis може стати наступним патогеном, який переноситься комарами, що зможе спричинити спалах на багатьох континентах.

## Клінічні прояви
Інфіковані люди можуть не мати симптомів або ж в них розвиваються неспецифічні прояви (такі як гарячка, головний біль, генералізований макулопапульозний висип, міалгія, артралгія та, іноді, первинний афект, лімфаденопатія, нудота, блювання, втрата апетиту та біль у животі). Рідко можуть виникати серйозні прояви, включаючи неврологічну (світлобоязнь, втрата слуху та менінгіт) і легеневу дисфункцію.

## Лікування
Аналогічно лікуванню інших рикетсіозів використовують доксициклін.

## Профілактика
Вакцини немає. Головним напрямком залишається знищення бліх, яке проводять шляхом обробки шкіри, приміщень, одежи інсектицидами, зокрема шампунями, які містять перметрин.